# Adalbert, Margraf al Austriei
Adalbert, supranumit cel Victorios, (n.c. 985 – d. 26 mai 1055, Melk) aparținând Casei de Babenberg, a fost din 1010 conte de Schweinachgau (în Bavaria Inferioară), din 1011 conte de Künziggau (în Bavaria Inferioară) și din 1018, când l-a succedat pe fratele său Henric I, a fost margraf al Austriei până în 1055.

## Biografie
Adalbert a fost al patrulea fiu al lui Leopold I, margraf al Austriei din 976, și al soției sale Richarda de Sualafeldgau (d. 994), soră sau soră vitregă a contelui Marchward I de Eppenstein și fiica contelui Ernest al IV-lea de Sualafeldgau din familia Ernestinilor.
Cârmuirea lui Adalbert a stat sub semnul conflictelor cu Ungaria, Boemia și Polonia. În timpul regelui romano-german Henric al III-lea, Adalbert împreună cu fiul său Leopold (Luitpold) au reușit să mărească teritoriul mărcii Austria. Astfel a fost adăugată regiunea numită Neumarkt (Marca Nouă) cuprinsă între râurile Fischa, Leitha și March, la sud de râul Thaya, pe care Leopold, fiul lui Adalbert, a primit-o ca feudă în 1043 pentru sprijinul dat lui Henric al III-lea în lupta împotriva Ungariei și Boemiei. Deoarece Leopold a murit în același an, această feudă a fost pierdută în favoarea unui anumit conte Siegfried și abia în 1060 a fost din nou alăturată mărcii Austria.
Ca urmare a acțiunilor militare din 1039 până în 1041 împotriva Boemiei și Moraviei, fusese deja ocupat teritoriul până la râul Thaya, stabilind acolo „Marca boemă” pe care Ernest, al doilea fiu al lui Adalbert, a unit-o cu marca Austria.
Extinderea teritoriului mărcii a fost urmată de construirea de noi așezări. Nu întâmplător Adalbert a fost ulterior supranumit cel Victorios.
El și-a mutat reședința de la Melk unde trăiseră predecesorii săi, pe cursul inferior al Dunării, la Tulln.
Cronicarul Otto de Freising se înrudea cu margraful Adalbert pe linie paternă.

## Căsătorii și descendenți
Adalbert a fost căsătorit cu Glismod a Saxoniei, sora episcopului Meinwerk de Paderborn, și apoi cu Frozza (Frowiza), fiica dogelui Ottone Orseolo⁠(d), fiind prin urmare cumnatul regelui Petru Orseolo al Ungariei.
Din căsătoria lui Adalbert cu Frozza Orseolo au rezultat doi fii:
- Leopold (Luitpold, Lippold) d. 1043, margraf al Ungariei;
- Ernest, succesor al lui Adalbert ca margraf al Austriei (1055 – 1075).[4]